# Garcinia disepala
Garcinia disepala là một loài thực vật có hoa trong họ Bứa. Loài này được Vesque mô tả khoa học đầu tiên năm 1889.